# Serianthes calycina
Serianthes calycina là một loài loài thực vật họ Đậu (Fabaceae).
Loài này chỉ có ở New Caledonia.
Chúng hiện đang bị đe dọa vì mất môi trường sống.